# Bartley (métro de Singapour)
Bartley est une station de métro à Singapour. 